# Eugenio Baroni
Pour les articles homonymes, voir Baroni.

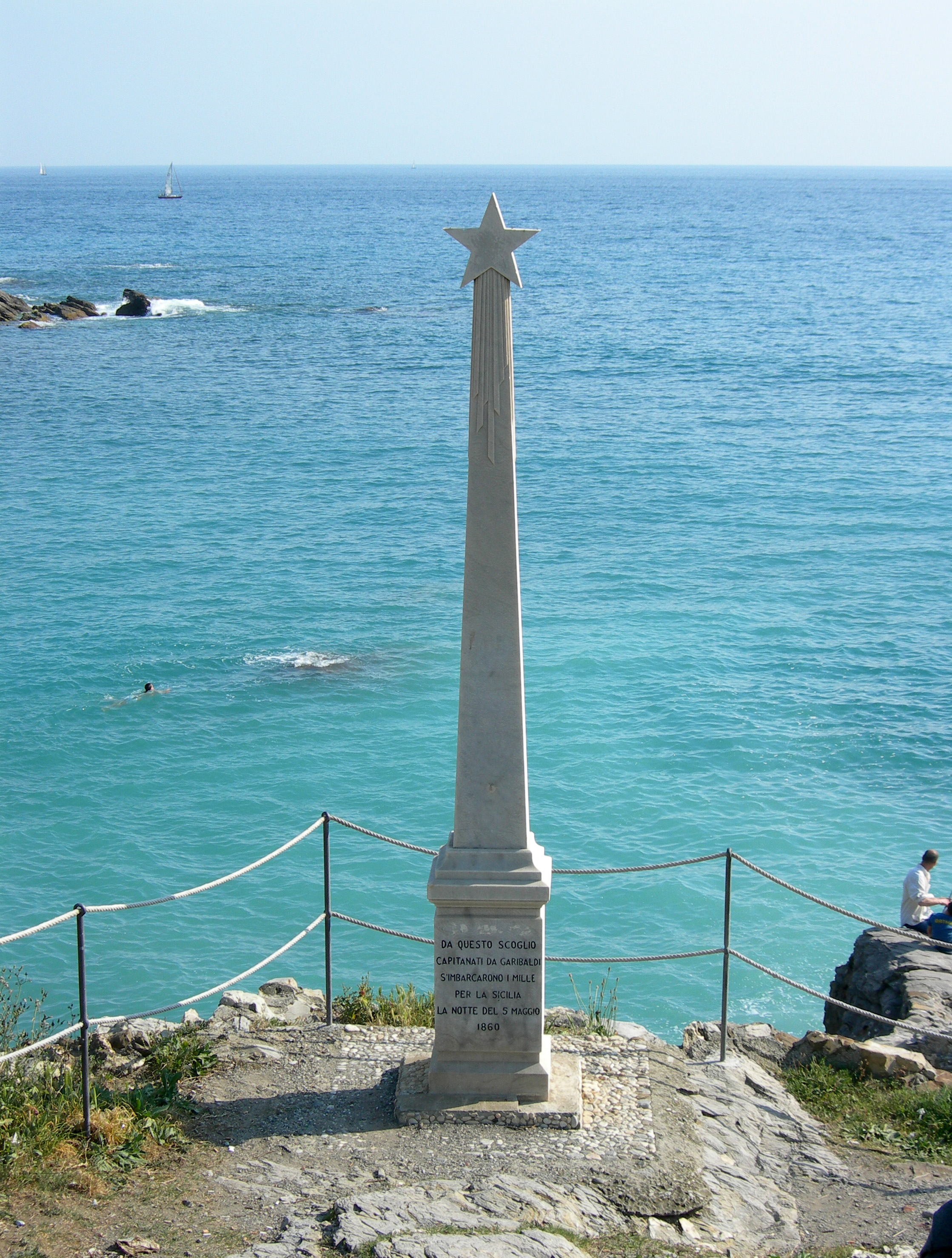
Le monument de lexpédition des Mille de 1860

Eugenio Baroni (Tarente, 1880 – Gênes, 1935) est un sculpteur italien du début du XXe siècle, originaire de la région des Pouilles, qui vécut et travailla à Gênes.

## Biographie
Élève de Scanzi à l'Accademia Ligustica di Belle Arti di Genova, Eugenio Baroni est attiré par la sculpture d'Auguste Rodin et aussi par le symbolisme de Leonardo Bistolfi.
Beaucoup de ses œuvres sont réalisées pour le cimetière monumental de Staglieno, quartier limitrophe  dans lequel il vécut toute sa vie jusqu'à sa mort.
De toute son œuvre, le tombeau de  Grosso Bonnin  montre  l'influence des deux maîtres voire leur dépassement.
Il eut de son vivant une exposition personnelle en 1921 au Palazzo Venezia de Rome et une salle entière lui fut dédiée à la Biennale de Venise de 1926.
Dans les années 1930, il réalise les deux statues en marbre de Guglielmo Embriaco et Andrea Doria, placées à l'entrée de la galerie qui va de la place Corvetto à la place Portello, et  quelques statues  de l'Arco ai Caduti de la piazza della Vittoria à Gênes.

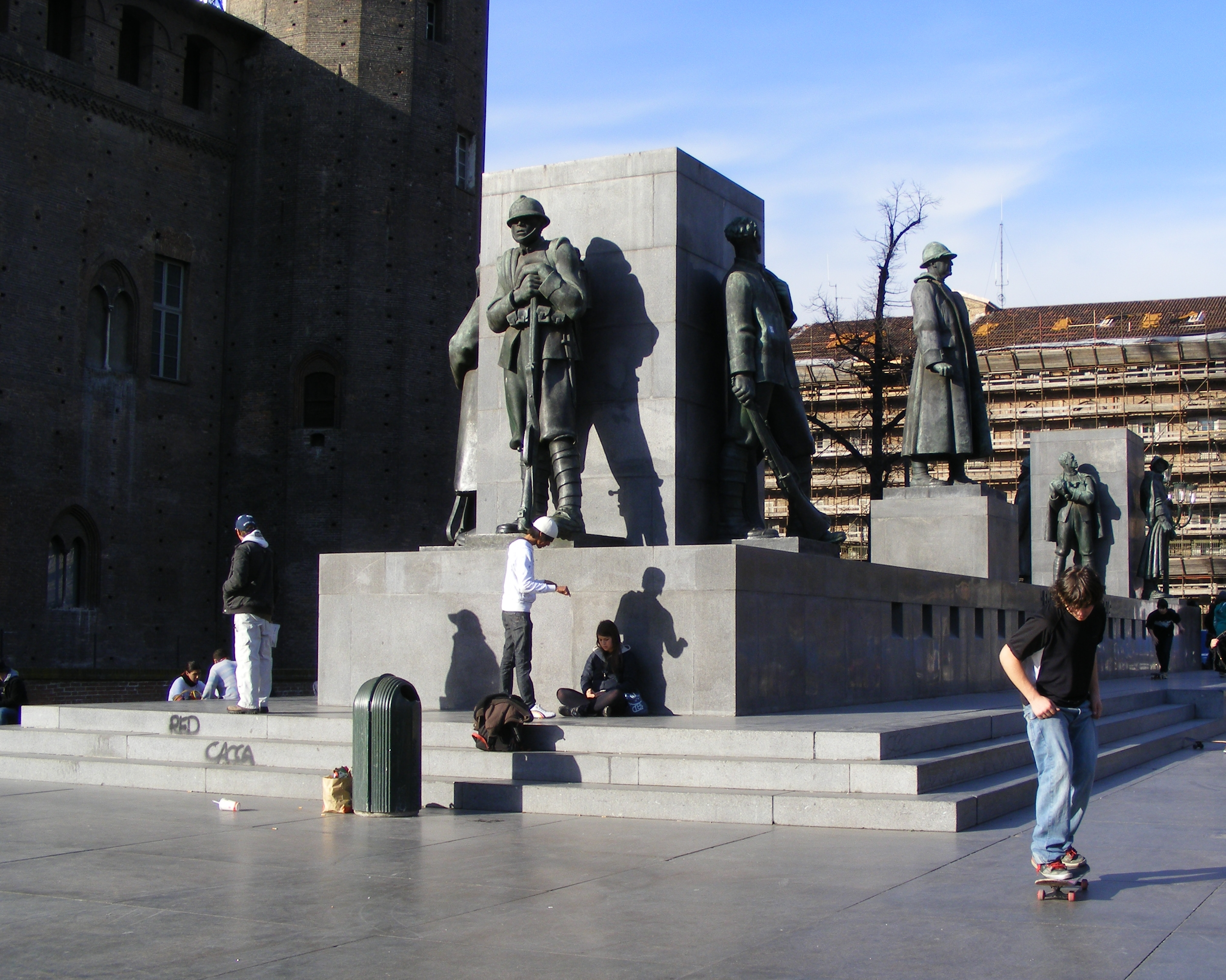
Monument à Emmanuel-Philibert de Savoie, à Turin (1936-1937)

## Œuvres
- Tombeau de  Grosso Bonnin
- Tombeau de Fortunato Bozzo (1907)
- Tombeau de  Molinari (realizzata nel 1920)
- Tombeau de Moltini-Sciutto (1922)
- Tombeau de Isolabella-Gamba et Roncallo, (1930)
- Monument de l'Expédition des Mille inauguré en 1915 par Gabriele D'Annunzio, dans le Quarto dei mille
- Tombeau de Chiara Ferraris Baroni (1915), sa mère

## Sources
- (it) Cet article est partiellement ou en totalité issu de l’article de Wikipédia en italien intitulé « Eugenio Baroni » (voir la liste des auteurs).